# فانيش (مزيل البقع)
فانيش هي علامة تجارية لمنتجات إزالة البقع مملوكة لشركة ريكيت بنكيزر الأنجلو هولندية وتباع في أستراليا والهند وإسبانيا وبولندا وإندونيسيا وروسيا وجنوب إفريقيا وأمريكا اللاتينية ودول أخرى حول العالم. 